# Franco Costanzo
Franco Costanzo (* 5. September 1980 in Rio Cuarto, Argentinien) ist ein ehemaliger argentinischer Fußball-Torwart.

## Karriere

### Vereinskarriere
Er begann seine Profikarriere bei River Plate in Buenos Aires im Jahre 2000. Es wurde ihm eine steile Karriere vorhergesagt, jedoch wurde er durch diverse Verletzungen zurückgeworfen. Dennoch galt er weiterhin als Talent und gewann mit River Plate dreimal die argentinische Meisterschaft. Im Sommer 2005 wechselte Costanzo zum baskischen Club Deportivo Alavés nach Spanien, wo er in der Saison 2005/06 31 Meisterschaftsspiele bestritt.

#### FC Basel
Im Juli 2006 kaufte der FC Basel Franco Costanzo für zirka drei Millionen Schweizer Franken aus dem laufenden Kontrakt heraus. Nach anfänglichen Patzern in der Hinrunde, spielte er eine großartige Rückrunde und wurde zum FCB-Spieler des Jahres gewählt. In der Saison 2007/08 gewann er mit dem FC Basel seine erste Schweizer Meisterschaft.
Mit dem FC Basel bestritt Costanzo 2008/09 und 2010/11 die Gruppenphase der UEFA Champions League. Ab der Saison 2008/09 war er Captain des FC Basel und somit Nachfolger von Ivan Ergić, der dieses Amt freiwillig niederlegte.
Am 13. April 2011 gab die Klubleitung bekannt, dass der laufende Vertrag, der bis zum Ende der Meisterschaft 2011 gültig war, nicht verlängert wird. Nach fünfjähriger Zusammenarbeit konnten sich Franco Costanzo und der Verein nicht auf einen neuen Kontrakt einigen. Sein Nachfolger wurde Yann Sommer.

#### Olympiakos Piräus
Im Juni 2011 unterzeichnete Franco Costanzo einen Dreijahresvertrag bei Olympiakos Piräus. Er wurde dort der Nachfolger des kürzlich zurückgetretenen Antonios Nikopolidis. Nach nur mäßigen Leistungen verlor Costanzo seinen Stammplatz an den jungen Keeper Balázs Megyeri. In der Winterpause 2011/12 wurde sein Vertrag aufgelöst. Costanzo war daraufhin vereinslos, bis er am 22. Mai 2012 zurücktrat.

### Nationalmannschaft
Costanzo war 1997 bei der U-17-Weltmeisterschaft Stammtorhüter Argentiniens. 1999 gehörte er zum argentinischen Aufgebot, das die U-20-Fußball-Südamerikameisterschaft gewann und anschließend an der Junioren-WM in Nigeria teilnahm. Zu seinem einzigen Einsatz in der argentinischen A-Nationalmannschaft kam er 2003 in einem Freundschaftsspiel gegen Uruguay.

### Erfolge
- Argentinischer Meister: 2002 (Clausura), 2003 (Clausura), 2004 (Clausura)
- Schweizer Cup: 2007, 2008, 2010
- Schweizer Meister: 2008, 2010, 2011
- U-20-Südamerikameister: 1999

## Person und Familie
Der vierfache Vater ist argentinisch-italienischer Doppelbürger.